# Jeremy Thurlow
Jeremy Thurlow (* 1976) ist ein britischer Komponist.

## Studium
Thurlow studierte an der University of Cambridge. Kompositionsunterricht erhielt er von Alexander Goehr. Außerdem verbrachte er ein Jahr an der Guildhall School of Music and Drama, wo er Komposition und Musiktheater studierte, bevor er dann am King’s College London promovierte.

## Œuvre
Sein Œuvre besteht aus Orchesterwerken, Choirstücken, sowie Kompositionen für Sologesang als auch kammermusikalische Ensembles. Einige dieser Werke wurden von dem BBC Philharmonic Orchestra, Matthew Schellhorn, dem Fitzwilliam String Quartet, Rolf Hind, Sequitur, Endymion und den BBC Singers aufgeführt.

## Auszeichnungen
2007 wurde er mit dem George Butterworth Award für Komposition für seine Videooper A Sudden Cartography of Song, komponiert in Zusammenarbeit Alistair Appleton.
Er ist ein Fellow am Robinson College, University of Cambridge, an dem er über Musik lehrt, und Kompositionsunterricht erteilt.

## Werke (Auswahl)
Klavierwerke
- Slow Tide (2009) für 2 Klaviere und Perkussionsinstrumente
- Butterfly (2009)
- fleeting (2007)
- A sense of touch (2007) für vier Klaviere
- The Will of the Tones (2004)
- Tout abus sera puni (2002)
- My secret music remembers me (1999)
- Strangers on a shore (1996)

Solo vocal music
- In winter (2015), für 6 Stimme, Flôte und Harfe.
- Unbidden Visions (2008), für Tenor, Horn und Klavier
- The Pedlar of Swaffham (2007), eine Fabel für Sopran und fünf Instrumente
- A sudden cartography of song (2007), Videooper für vier Solisten (SATB), Sprecher, Video und live electronics
- The She-Wolf (2004), eine Fabel für Sopran, Violoncello und Klavier
- Ancient Stone at Twilight (2003), für Sopran und Streichquartett

Chormusik
- Magnificat und Nunc Dimittis (2011–12) für Chor und Orgel („Caius Service“)
- Bread and meat and fish and wine (2010), Weihnachtslied für Chor (SATB) und Orgel
- When Joseph was a-walking (2009), Weihnachtslied für Chor (SSATBB)
- Exultation is the going (2007), für 24 Stimmen (SSAATTBB), Text von Emily Dickinson
- This is the garden (2004), für Chor (SATB) und vier Hörner, Text von e.e. cummings
- Of Noblest Cities (2000), ein Weihnachtslied zum Epiphania-Tag för Chor (SSATBB) und Orgel, Text von Prudentius

Orchestermusik
- Flare for chamber orchestra (2008)
- Search Engines (2002-6)
- Piano Concerto (2000, rev. 2006), für Klavier und Kammerorchester

Kammermusik
- Self-ablaze (2014), für Violine und Klavier
- Steeples eclipse (2013) (Trio no. 2) für Violine, Cello und Klavier.
- Plus avant que l'étoile (2012), für Flöte und Klavier
- Ouija (2012) für Violine mit elektronischer Band
- Ladder of the Escaping Eye (2011) für Blockflöte
- Primavera (2011) für Violine und Klavier
- Properties of Light (2009), für Septet (Tanzspiel)
- Orion (2009), für Horn, Violine und Klavier
- That Second Realm, für Sextet, über Dantes Purgatorio (Tanzspiel)
- Fantazia (2009), für Streichquartett
- Wheels within wheels (2008), für Violoncello und Klavier
- Nesting (2008), für Bläserquintett
- String Quartet (2008)
- Animals (2006) für Bläsersextett
- When the Magus reads the Night Sky (2004) für Violoncello und Klavier
- An innocent abroad (2003), für Fagott, Klarinette und Klavier

Quelle: